# Ебб-енд-Флов 52
Ебб-енд-Флов 52 (англ. Ebb and Flow 52) — індіанська резервація в Канаді, у провінції Манітоба, у межах сільського муніципалітету Алонса.

## Населення
За даними перепису 2016 року, індіанська резервація нараховувала 1341 особу, показавши зростання на 3,4%, порівняно з 2011-м роком. Середня густина населення становила 29 осіб/км².
З офіційних мов обидвома одночасно не володів жоден з жителів, тільки англійською — 1 340. Усього 300 осіб вважали рідною мовою не одну з офіційних, з них усі — одну з корінних мов.
Працездатне населення становило 32,9% усього населення, рівень безробіття — 18,5%.
Середній дохід на особу становив $18 557 (медіана $14 032), при цьому для чоловіків — $15 568, а для жінок $20 841 (медіани — $9 568 та $17 200 відповідно).
18,3% мешканців мали закінчену шкільну освіту, не мали закінченої шкільної освіти — 61,6%, 20,1% мали післяшкільну освіту, з яких 18,2% мали диплом бакалавра, або вищий.
| Статево-вікова структура населення | Статево-вікова структура населення | Статево-вікова структура населення | Статево-вікова структура населення | Статево-вікова структура населення |
| ---------------------------------- | ---------------------------------- | ---------------------------------- | ---------------------------------- | ---------------------------------- |
|                                    |                                    |                                    |                                    |                                    |
| Всього                             | Всього                             | 45,5%54,5%                         |                                    |                                    |
| 0 — 14 років                       | 0 — 14 років                       |                                    | 39%                                | 39%                                |
| 15 — 64 років                      | 15 — 64 років                      |                                    | 57,2%                              | 57,2%                              |
| 65 і більше                        | 65 і більше                        |                                    | 3,7%                               | 3,7%                               |
| 85 і більше                        | 85 і більше                        |                                    | 0,4%                               | 0,4%                               |
| Середній вік (років)               | Середній вік (років)               | 26,027,1                           | 26,6                               | 26,6                               |
| Медіана (років)                    | Медіана (років)                    | 21,122,8                           | 21,8                               | 21,8                               |
| — чоловіки — жінки                 |                                    |                                    |                                    |                                    |

| Походження мешканців:     | Походження мешканців:     | Походження мешканців: | Походження мешканців: | Походження мешканців: |
| ------------------------- | ------------------------- | --------------------- | --------------------- | --------------------- |
| Походження                |                           |                       | осіб                  | %                     |
| Корінні американці        | Корінні американці        |                       | 1 335                 | 99.26%                |
| Інше північноамериканське | Інше північноамериканське |                       | 10                    | 0.74%                 |
| Європейське               | Європейське               |                       | 25                    | 1.86%                 |
| британське                | британське                |                       | 15                    | 1.12%                 |
| французьке                | французьке                |                       | 15                    | 1.12%                 |

## Клімат
Середня річна температура становить 1,9°C, середня максимальна – 23,2°C, а середня мінімальна – -24,5°C. Середня річна кількість опадів – 528 мм.
| Клімат поселення                              | Клімат поселення | Клімат поселення | Клімат поселення | Клімат поселення | Клімат поселення | Клімат поселення | Клімат поселення | Клімат поселення | Клімат поселення | Клімат поселення | Клімат поселення | Клімат поселення | Клімат поселення |
| Показник                                      | Січ.             | Лют.             | Бер.             | Квіт.            | Трав.            | Черв.            | Лип.             | Серп.            | Вер.             | Жовт.            | Лист.            | Груд.            |                  |
| Середній максимум, °C                         | −12,54           | −8,72            | −1,92            | 7,98             | 16,00            | 21,98            | 23,19            | 22,22            | 16,02            | 9,12             | −0,66            | −10,71           |                  |
| Середня температура, °C                       | −18,53           | −14,7            | −7,9             | 2,00             | 10,00            | 15,99            | 19,30            | 18,34            | 12,14            | 5,24             | −4,52            | −14,58           |                  |
| Середній мінімум, °C                          | −24,52           | −20,7            | −13,9            | −4               | 4,00             | 10,00            | 15,44            | 14,46            | 8,28             | 1,38             | −8,39            | −18,44           |                  |
| Норма опадів, мм                              | 24               | 16               | 31               | 31               | 64               | 84               | 70               | 61               | 53               | 42               | 27               | 25               |                  |
| Середньомісячна швидкість вітру, м/с          | 3.70             | 3.70             | 3.80             | 4.10             | 4.20             | 3.80             | 3.40             | 3.60             | 4.00             | 4.20             | 4.10             | 3.86             |                  |
| Середньомісячна сонячна радіація, кДж/м²·день | 3945             | 7228             | 12602            | 17251            | 20264            | 21384            | 21620            | 18288            | 12451            | 7314             | 3925             | 2914             |                  |
| --------------------------------------------- | ---------------- | ---------------- | ---------------- | ---------------- | ---------------- | ---------------- | ---------------- | ---------------- | ---------------- | ---------------- | ---------------- | ---------------- | ---------------- |
| Джерело:                                      |                  |                  |                  |                  |                  |                  |                  |                  |                  |                  |                  |                  |                  |